# Paolo Toschi (filolog)
Paolo Toschi, född 1893 i Lugo, Emilia-Romagna, död 1974 i Rom, var en italiensk filolog, folklorist och litteraturhistoriker.
Han var 1938–1968 innehavare av lärostolen i Storia delle tradizioni popolari vid Roms universitet.